# مریم جمیله
مریم جمیله (زادنام مارگرت مارکوس زاده ۲۳ می ۱۹۳۴ نیویورک- درگذشته ۳۱ اکتبر ۲۰۱۲، لاهور، پاکستان)
وی مولف بیش از سی کتاب در حوزه فرهنگ و تاریخ اسلام است.

## زندگی
وی در ۲۳ می ۱۹۳۴ در نیویورک از پدر و مادری آلمانی تبار و یهودی به دنیا آمد. وی تحصیلات عالی خود را در دانشگاه نیویورک ادامه داد. وی در سال ۱۹۶۲ میلادی با محمد یوسف خان، رهبر حزب سیاسی جماعت اسلامی، ازدواج کرد، از او صاحب ۲ پسر و ۳ دختر شد و در شهر لاهور اقامت داشت.

## اسلام آوردن
وی پس از بررسی‌های طولانی مدت دربارهٔ اسلام و قرآن در ۲۴ می ۱۹۶۱ اسلام آورد و پس از آن نام خود را از مارگارت مارکوس به مریم جمیله تغییر داد.

## آثار
وی بالغ بر ۳۰ جلد کتاب در مورد تاریخ و فرهنگ اسلامی به رشته تحریر درآورده است. کتاب‌های وی به زبان‌های ترکی، اردو و فارسی ترجمه شده است. این نویسنده در کتاب‌هایش از آموزه‌ها و ارزش‌های اسلامی تمجید کرده و به شدت از سکولاریسم و مدرنیزه در جوامع غرب و اهانت‌ها به اسلام انتقاد می‌کند.

## اسامی برخی از آثار
- اسلام در مقابله با غرب، سفر من از بلاد کفر به خاطر ایمان
- اسلام نظری و کاربردی
- اسلام و نوگرایی
- خاورشناسی و توطئه خاورشناسان
- نقش اسلام در برابر غرب
- منشور نهضت اسلام در برابر بحران فعلی جهان[۱۰]
- عذر تقصیر به پیشگاه محمد و قرآن[۱۱]

## مرگ
وی در ۳۱ اکتبر ۲۰۱۲، لاهور، پاکستان درگذشت.